# Meiophisis cardiopennis
Meiophisis cardiopennis är en insektsart som beskrevs av Jin, Xingbao 1992. Meiophisis cardiopennis ingår i släktet Meiophisis och familjen vårtbitare. Inga underarter finns listade i Catalogue of Life.